# Sansevieria burdettii
Espèce
Classification APG III (2009)
Sansevieria burdettii, également appelée Dracaena burdettii, est une espèce de plantes de la famille des Liliaceae et du genre Sansevieria.

## Description
Plante succulente, Sansevieria burdettii est une espèce de sansevières avec des feuilles longues et cylindriques (en général par cinq ou six alignées dans un plan depuis leur base) de couleur bleu-vert avec des sillons verticaux sur leurs faces externes.

## Distribution et habitat
L'espèce est originaire d'Afrique australe présente du sud du Malawi au nord du Mozambique et a été identifiée comme espèce à part entière en 2000 par Juan Chahinian.